# Be&Be

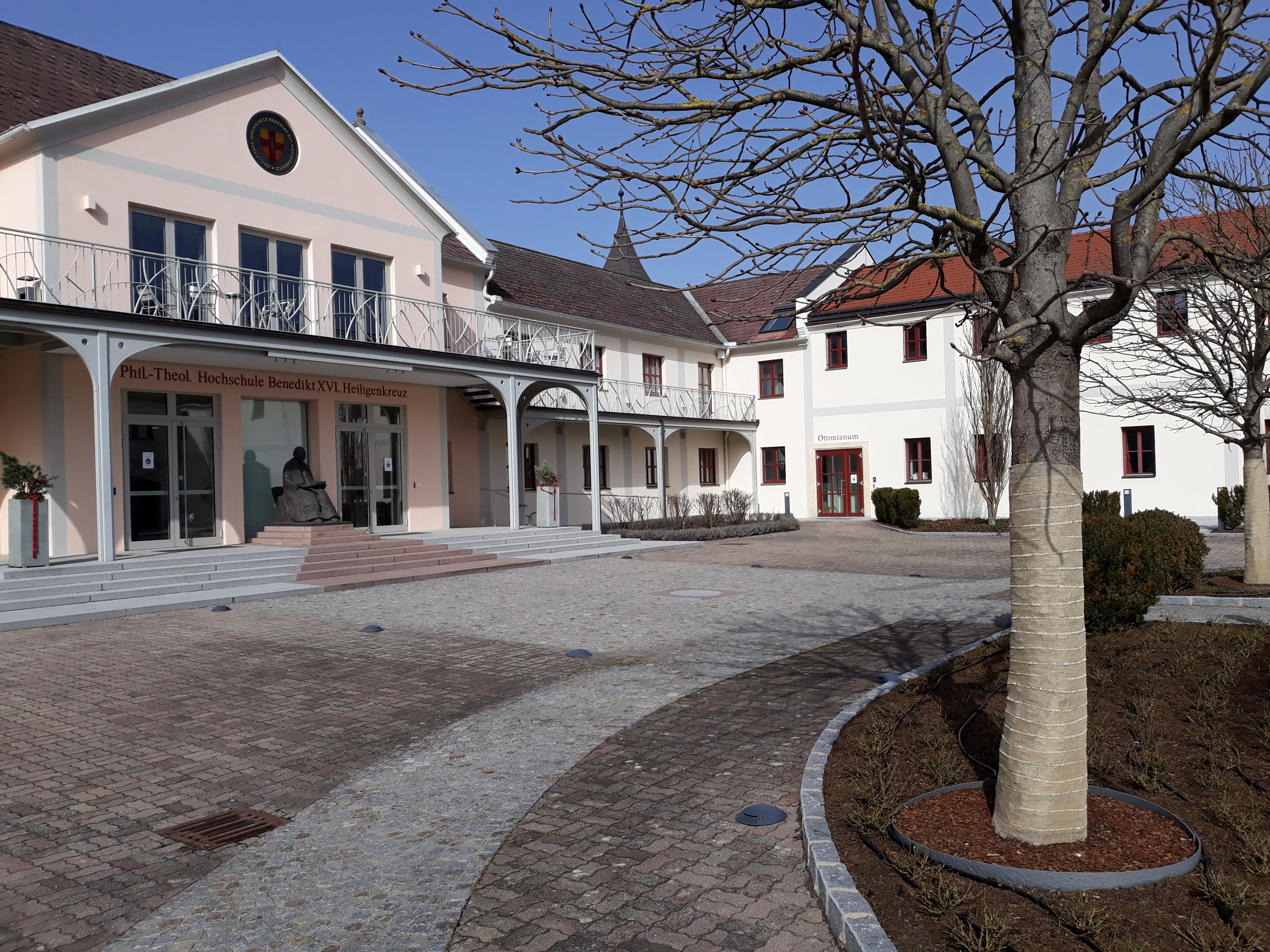
Blick auf den Verlagssitz

Be&Be ist ein deutschsprachiger Buch- und Zeitschriftenverlag mit Sitz im Stift Heiligenkreuz, Heiligenkreuz in Niederösterreich. Er besteht in der Rechtsform einer GmbH. Der Verlagssitz befindet sich am Campus der Philosophisch-Theologischen Hochschule Benedikt XVI.
Die Themenschwerpunktsetzungen sind Spiritualität, Theologie, Psychologie und Glaubensfragen. Ein Teil des Verlagsprogramms widmet sich dem Erbe des Zisterzienserordens. 

## Geschichte
Als Heiligenkreuzer Verlag wurde der Verlag 1931 begründet. Anfänglich führte er nur die Schriftenreihe Heiligenkreuzer Studien. Im Zuge seiner Gründung wurde der Verlag in den Wirtschaftsbetrieb des Stiftes integriert und begleitet seither unter anderem den theologischen Lehrbetrieb der Hochschule Heiligenkreuz, dessen Tradition mit der Etablierung einer Theologischen Hauslehranstalt begründet wurde. Die katholische Ausrichtung wurde auch während des Zweiten Weltkrieges bewahrt. Seit 2007 trägt der Verlag den Namen Be&Be (Eigenschreibweise Be+Be), angelehnt an Benedikt von Nursia sowie Bernhard von Clairvaux. Verlagsdirektor ist Karl Wallner.

## Autoren und Verlagsprogramm
Der Verlag setzt vertieft auf Fach- und Kinderbücher sowie Romane – in jüngerer Zeit auch Hörbücher. Neben wissenschaftlichen periodischen Druckwerken wie dem Ambo oder den Analecta Cisterciensia ist es dem Verlag ein Anliegen, aktuelle Themen leicht verständlich einer breiten Leserschaft zugänglich zu machen.
Darüber hinaus erscheint im Verlagsprogramm die Kleine Bibliothek des Abendlandes (KBA). Vergriffene Texte, welche die Geistlichkeit des Abendlandes unterstreichen, werden in der KBA wieder zur Verfügung gestellt.
Besonders erfolgreiche Autoren im Bereich Spiritualität sind u. a. Karl Wallner, die deutsche Philosophin Hanna-Barbara Gerl-Falkovitz sowie der Generalsekretär der Hochschule, Johannes Paul Chavanne.